# Håvard Nordtveit
Håvard Nordtveit (* 21. Juni 1990 in Vats, Rogaland) ist ein ehemaliger norwegischer Fußballspieler. Er begann seine Karriere in seiner Heimatstadt Vats und wechselte über weitere Stationen in Norwegen zum FC Arsenal nach England. Von Arsenal aus wurde er nach Spanien, Norwegen und Deutschland verliehen, bis er im Januar 2011 fest zu Borussia Mönchengladbach wechselte. Für den Verein absolvierte er in den folgenden fünfeinhalb Jahren die meisten Pflichtspiele in seiner Karriere. Zur Saison 2016/17 schloss er sich West Ham United an, kehrte jedoch bereits nach einem Jahr nach Deutschland zurück und unterschrieb einen Vertrag bei der TSG 1899 Hoffenheim. Hoffenheim blieb seine letzte Profistation, die er im Sommer 2022 verließ. Neben seiner Vereinskarriere spielte er zwischen 2011 und 2019 52-mal für die norwegische Fußballnationalmannschaft.

## Vereinskarriere

### Fußballerische Anfänge
Nordtveit begann seine Karriere in der Jugend seines Heimatvereins SK Vats. Später wechselte er für kurze Zeit zum etwas größeren Skjold IL. Dort wurde er bei einem Jugendturnier vom FK Haugesund entdeckt und unter Vertrag genommen. Nach nur einem Jahr in der Jugend debütierte der als talentiert geltende 16-Jährige für Haugesund in der Adeccoligaen. Gleichzeitig erfolgte die Berufung in die norwegische U16-Nationalmannschaft, deren Kapitän er bald wurde. Innerhalb kürzester Zeit erarbeitete er sich den Ruf, eines der größten Abwehrtalente in Europa zu sein, der eine Vielzahl internationaler Scouts ins Haugesund-Stadion führte.

### Wechsel zu Arsenal und verschiedene Leihgeschäfte

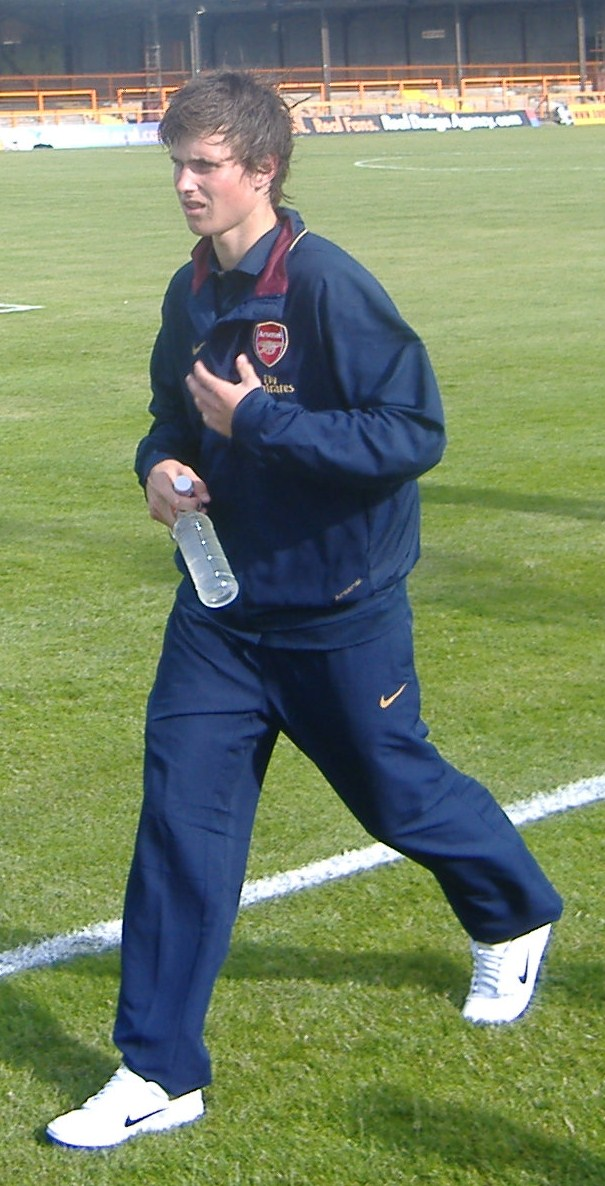
Håvard Nordtveit 2007 beim FC Arsenal

#### FC Arsenal
Zunächst deutete alles auf einen Wechsel zu Manchester United hin. Nach nur drei Ligaspielen bekam Nordtveit ein Vertragsangebot, das Haugesund allerdings ablehnte. Im Juni 2007 beobachtete der Coach vom FC Arsenal, Arsène Wenger, den Spieler persönlich. Arsenal einigte sich mit Haugesund auf eine Ablösesumme von ca. 1,8 Mio. Euro, die unter einer bestimmten Anzahl von Einsätzen auf ca. 3 Mio. Euro steigen konnte.
Bei Arsenal kam Nordtveit gleich nach seinem Wechsel im Testspiel gegen den FC Barnet zum Einsatz. In der Folge führte er die Reserve-Mannschaft von Arsenal als Kapitän in die Saison. Nach guten konstanten Leistungen über die Saison hinweg wurde er im letzten Spiel der Saison 2007/08 gegen den FC Sunderland in den Profikader nominiert, kam jedoch nicht zum Einsatz.

##### Leihe zur UD Salamanca
Im Zuge der Kooperation von Arsenal mit dem spanischen Zweitligisten UD Salamanca wurde Nordtveit für die Saison 2008/09 für ein halbes Jahr ausgeliehen. Wenger holte den Spieler allerdings schon nach drei Monaten wieder zurück, da er zu wenig Spielzeit bekam.

##### Leihen zum Lillestrøm SK und 1. FC Nürnberg
Nach einem kurzen Gastspiel beim norwegischen Lillestrøm SK von März bis Juli 2009 wurde er auf Wunsch von Wenger zum deutschen Klub 1. FC Nürnberg, der zuvor in die Fußball-Bundesliga aufstieg, weiterverliehen. Dort kam er am dritten Spieltag der Saison 2009/10 zu seinem ersten Einsatz, als er zu Beginn der zweiten Halbzeit für den verletzten Andreas Wolf eingewechselt wurde. Das Heimspiel endete 0:2 gegen Hannover 96. Danach spielte er fast durchgängig in der Hinrunde, die für den Club auf einem Abstiegsplatz endete. Deshalb wurde in der Winterpause Breno für die Innenverteidigung ausgeliehen, und Nordtveit verlor seinen Stammplatz. Erst nach einer Verletzung des Brasilianers kehrte er in die Startaufstellung zurück, kam aber insgesamt nur noch dreimal über die vollen 90 Minuten zum Einsatz und wurde auch in den beiden Relegationsspielen nicht eingesetzt.

### Borussia Mönchengladbach

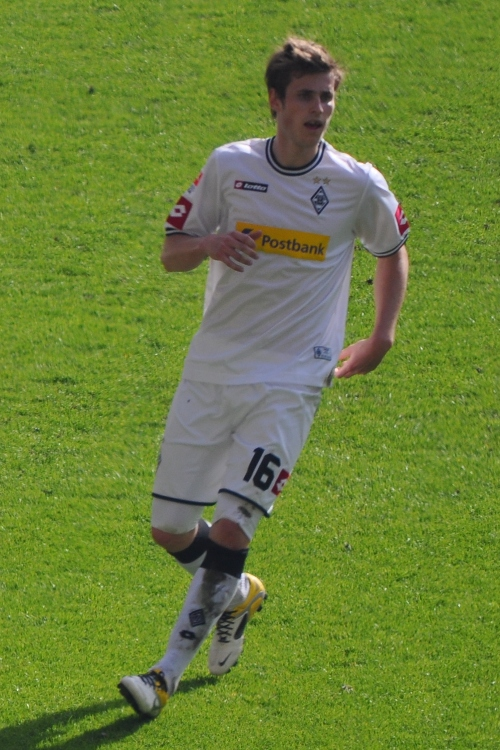
Nordtveit im Trikot der Borussia (2011)

Zur Winterpause 2010/11 wechselte Nordtveit endgültig zurück in die deutsche Bundesliga zu Borussia Mönchengladbach. Von Beginn an stand er in der Stammelf seiner neuen Mannschaft. Anfangs als Innen- oder Rechtsverteidiger eingesetzt, bildete er bald mit Roman Neustädter ein gut eingespieltes Tandem im defensiven Mittelfeld. Sein erstes Tor für die Gladbacher erzielte Nordtveit am 10. April 2011 am 29. Spieltag im Rheinischen Derby gegen den 1. FC Köln mit dem Treffer zum 5:1-Endstand. Er kam in der Saison 2011/12 und seiner ersten kompletten Saison für Gladbach, in der der Klub nahezu die gesamte Saison die Plätze für den Europapokal bzw. für die Europapokal-Qualifikation besetzte, zu 31 Einsätzen, in denen er ein Tor erzielte. Zum Saisonende belegte die Borussia den vierten Tabellenplatz, wodurch sie sich für die Play-offs zur UEFA Champions League qualifizierten. Nordtveit reifte in Mönchengladbach zum Führungsspieler und wurde einige Male als Mannschaftskapitän eingesetzt. In der Saison 2015/16 spielte er wettbewerbsübergreifend 39 Spiele für Borussia Mönchengladbach und erzielte vier Tore. Er wurde in der Defensive auf verschiedenen Positionen eingesetzt, meistens aber als Innenverteidiger in einer Dreierkette. Am Ende der Saison erreichte Borussia Mönchengladbach mit dem vierten Tabellenplatz die Play-offs der UEFA Champions League.

### West Ham United und Rückkehr nach Deutschland

#### West Ham United
Nach fünfeinhalb Jahren in Mönchengladbach verließ Nordtveit den Verein im Sommer 2016 nach Ablauf seines Vertrages und wechselte nach England, wo er einen Fünfjahresvertrag bei West Ham United unterschrieb. In seinem ersten Jahr bei West Ham absolvierte er 21 Pflichtspiele, gehörte aber vor allem in der Liga nur zu den Ersatzspielern.

#### TSG 1899 Hoffenheim
Zur Saison 2017/18 wechselte Nordtveit zum Bundesligisten TSG 1899 Hoffenheim und unterschrieb einen bis 2022 laufenden Vertrag. Erstmals für Hoffenheim spielte er am 12. August 2017 beim Pokalspiel gegen den FC Rot-Weiß Erfurt. Wenige Tage später scheiterten Hoffenheim und Nordtveit in der Qualifikation zur UEFA Champions League am späteren Finalisten FC Liverpool. In der Bundesliga stand Nordtveit in den ersten sieben Spieltagen sechsmal in der Startelf. Nach einer Knieverletzung bestritt er in der restlichen Saison aber nur neun weitere Ligaspiele, bei denen er viermal in der Startelf gestanden hatte. Hoffenheim beendete die Saison auf dem 3. Tabellenplatz und qualifizierte damit direkt für die Champions League. Mitte September 2018 erzielte Nordtveit in der Champions League gegen Schachtar Donezk sein erstes Tor für die TSG.

##### Leihe zum FC Fulham
Nach nur 8 Einsätzen in der Liga und dem frühen Ausscheiden in der Gruppenphase der Champions League, wechselte Nordtveit im Januar 2019 leihweise bis zum Saisonende zum englischen Erstligisten FC Fulham. Für Fulham spielte er fünfmal in der Rückrunde und stieg mit dem Aufsteiger auf dem 19. Tabellenplatz direkt wieder aus der Premier League ab.
Anschließend kehrte er nach Hoffenheim zurück und spielte in den folgenden drei Spielzeiten insgesamt 34-mal in der Bundesliga für die TSG. In der Saison 2020/21 nahm er außerdem zum zweiten Mal nach 2017/18 mit den Hoffenheimern an der Europa League teil. Im Sommer 2022 lief sein Vertrag in Deutschland aus.

### Karriereende in Norwegen
Im März 2023 kehrte er zu seinem Jugendverein Skjold IL zurück und spielte dort in der 4. Liga einmal für den Verein. Ende September 2023 beendete er seine Karriere endgültig und trat als Spielerberater der Agentur von Jim Solbakken bei.

## Nationalmannschaftskarriere
Nordtveit durchlief von 2006 bis 2013 alle Jugendauswahlen seines Heimatlandes, bis er am 7. Juni 2011 sein Debüt in der A-Nationalmannschaft Norwegens gab. Beim 1:0-Sieg im Freundschaftsspiel gegen Litauen wurde er zu Beginn der zweiten Halbzeit für Henning Hauger eingewechselt. In seinem dritten Länderspiel gegen Nordirland erzielte er sein erstes Tor für die Auswahlmannschaft. Nach seinem Debüt in der A-Nationalmannschaft spielte Nordtveit auch weiterhin regelmäßig für die U21-Auswahl, mit welcher er an der U21-Europameisterschaft 2013 in Israel teilnahm. Bei dem Turnier überstand Norwegen die Gruppenphase und verlor im Halbfinale gegen den späteren Europameister Spanien mit 0:3. In den folgenden Jahren spielte Nordtveit regelmäßig für die A-Nationalmannschaft, allerdings gelang der Auswahlmannschaft in dieser Zeit keine Qualifikation für eine Europameisterschaft oder Weltmeisterschaft. Für die Europameisterschaft 2016 erreichte Norwegen in der Qualifikation die Playoffs, scheiterte dort aber an Ungarn. Sein 52. und letztes Länderspiel bestritt er Ende Oktober 2019 gegen Spanien.